# Peter O. Chotjewitz
Peter Otto Chotjewitz (* 14. Juni 1934 in Berlin-Schöneberg; † 15. Dezember 2010 in Stuttgart) war ein deutscher Schriftsteller, Übersetzer und Jurist.

## Leben
Peter O. Chotjewitz war der Sohn eines Malermeisters und einer Kontoristin. Ende 1945 zog die Familie nach Nordhessen, wo Chotjewitz bis 1955 auf dem Dorf lebte. Er besuchte ein Realgymnasium und absolvierte von 1948 bis 1950 eine Anstreicherlehre, die er mit der Gesellenprüfung abschloss. Neben der Arbeit als Anstreichergeselle besuchte er in Kassel das Abendgymnasium, an dem er 1955 das Abitur machte.
Anschließend studierte er Rechtswissenschaften an den Universitäten Frankfurt am Main und München. Ab 1961 war er Referendar am Berliner Kammergericht; daneben betrieb er ein Zweitstudium in den Fächern Publizistik, Geschichte und Philosophie an der FU Berlin. 1965 legte er die zweite juristische Staatsprüfung ab. Danach lebte er als Schriftsteller.
Von 1967 bis 1973 hielt er sich in Rom auf – zunächst mit einem Stipendium der Villa Massimo – und kehrte dann in die Bundesrepublik Deutschland zurück. Im Dezember 1969 hatte er Kontakt zu Andreas Baader und Gudrun Ensslin während ihres Aufenthaltes in Italien. Baader und Chotjewitz hatten sich 1966 in Berlin kennengelernt. Im Februar 1970 war es Chotjewitz, der Baader über Horst Mahler ausrichten ließ, dass der hessische Justizminister Karl Hemfler Baaders Gnadengesuch abgelehnt hatte. Als Baader im April 1970 in Berlin verhaftet wurde, wies er sich mit einem Personalausweis auf den Namen Peter Chotjewitz aus.
In den 1970er Jahren war Chotjewitz politisch stark engagiert und u. a. Wahlverteidiger von Baader und Peter-Paul Zahl. Für diese Mandanten ließ er seine nach eigenen Aussagen mit dem Abschluss des Zweiten Staatsexamens bereits beendete Juristenkarriere temporär wieder aufleben. Die Auseinandersetzung über die Veröffentlichung seines Romans Die Herren des Morgengrauens, in dem Chotjewitz Erfahrungen aus den Terroristenprozessen gegen die Rote Armee Fraktion verarbeitete, führte 1978 zur Kündigung des Vertrages mit der AutorenEdition durch den Bertelsmann-Verlag.
Chotjewitz fand nach frühen experimentellen Texten, in denen er von Collage- und Montage-Techniken Gebrauch machte, in den 1970er Jahren zu einer engagiert linken, am realistischen Erzählen orientierten Schreibweise. Von Bedeutung sind neben eigenen Texten auch seine Übersetzungen aus dem Italienischen. So übersetzte er fast alle Stücke Dario Fos ins Deutsche. Seine letzten Werke, die Fast letzten Erzählungen und der Roman Mein Freund Klaus (über Klaus Croissant) erschienen ab 2004 im Berliner Verbrecher Verlag.
Seit 1995 lebte der Autor in Stuttgart. Er war Mitglied des Verbandes deutscher Schriftsteller (VS) in ver.di, dessen Bundesvorstand er von 1976 bis 1983 angehörte. Er schrieb bis zuletzt für die Monatszeitschrift konkret sowie für die Wochenzeitungen Jungle World und Freitag.
Peter O. Chotjewitz wurde auf dem Dornhaldenfriedhof bestattet. Er war mit der Malerin Cordula Güdemann verheiratet. Seiner früheren Ehe mit der Autorin und Übersetzerin Renate Chotjewitz-Häfner entstammt der Schriftsteller und Theaterregisseur David Chotjewitz.

## Ehrungen
Im Jahre 1969 erhielt er den Georg-Mackensen-Literaturpreis, 2000 den Literaturpreis der Stadt Stuttgart.

## Werke
- Hommage à Frantek. Rowohlt, Reinbek 1965.
- Ulmer Brettspiele. Eremitenpresse, Stierstadt 1965 (mit Johannes Vennekamp)
- Die Insel. Erzählungen auf dem Bärenauge. Rowohlt, Reinbek 1968, (Berlin-Roman).
- Roman. Ein Anpassungsmuster. Melzer, Darmstadt 1968 (enthält teilweise exhibitionistische Nacktaufnahmen des Autors von Gunter Rambow).
- Abschied von Michalik. Stierstadt 1969 (mit Originalgrafiken von Klaus Endrikat).
- Freude am Es. Berlin 1969.
- Vom Leben und Lernen. Stereotexte. Hörspiele[4] März, Darmstadt 1969
  - daraus das Nachwort: Gespräch von POC mit Lesmor Bruit, wieder in MÄRZ-Texte 1; wieder im Area-Reprint 2004, S. 272–278.[5]
- Trivialmythen. In: Renate Matthaei (Hrsg.): Trivialmythen. März, Frankfurt am Main 1970, S. 115–127.
  - Neuveröffentlichung: MÄRZ-Texte 1 & Trivialmythen. Area, Erftstadt 2004, ISBN 3899960297, S. 435–447 (Teil-Wiedergabe: siehe Weblinks).
- Der Henkel war ab und der Eimer ist grün. Erzählung. In: H. C. Artmann (Hrsg.): Detective Magazine der 13. Residenz, Salzburg, ISBN 978-3-7017-0002-8.
- Die Trauer im Auge des Ochsen. Stierstadt 1972 (mit Thomas Bayrle)
- Itschi hat ein Floh im Ohr, Datschi eine Meise. Hannover 1973 (mit Paulus Böhmer)
- Kinder, Kinder! Hannover 1973.
- Malavita. Köln 1973.
- Reden ist tödlich, schweigen auch. Düsseldorf 1974
- Die Briganten. Berlin 1976 (mit Aldo De Jaco).
- Durch Schaden wird man dumm. Düsseldorf 1976.
- Die Gegenstände der Gedankenstille. Düsseldorf 1976 (mit Klaus Fußmann).
- Der dreißigjährige Friede. Biographischer Bericht. Düsseldorf 1977. Taschenbuchausgabe: Rowohlt, Reinbek 1979, ISBN 3-499-14407-7.
- Die Herren des Morgengrauens. Berlin 1978.
- Saumlos. Königstein im Taunus 1979. Neuauflage: Verbrecher, Berlin 2004, ISBN 978-3-935843-30-0.
- Die mit Tränen säen. München 1980 (mit Renate Chotjewitz-Häfner).
- Mein Mann ist verhindert. Düsseldorf 1985 (mit Original-Offsetlithografien von Klaus Endrikat).
- Der Mord in Davos. Herbstein 1986 (mit Emil Ludwig). Mord als Katharsis, Zum Fall David Frankfurter und zu Emil Ludwigs „Mord in Davos“. Abgerufen am 24. Juni 2025.
- Tod durch Leere. Bad Homburg 1986
- Die Juden von Rhina. Oberellenbach 1988 (mit Renate Chotjewitz-Häfner).
- Die Rückkehr des Hausherrn. Düsseldorf 1991.
- Straßenkinder. Köln 1991 (mit Lukas Ruegenberg).
- Mein Schatz unterm Dachboden. Düsseldorf 1995 (mit Cordula Güdemann).
- Kannibalen. Berlin 1997.
- Rom – Spaziergänge auf der Antike. Hamburg 1999.
- Das Wespennest. Hamburg 1999.
  - Neuveröffentlichung: Das Wespennest. Verbrecher, Berlin 2025, ISBN 978-3-95732-236-4 (Mit Radierungen von Cordula Güdemann).
- Als würdet ihr leben. Hamburg 2001.
- Der Fall Hypatia. Hamburg 2002.
- Machiavellis letzter Brief. Hamburg 2003.
- Urlaub auf dem Land. Verbrecher, Berlin 2004, ISBN 978-3-935843-35-5.
- Alles über Leonardo aus Vinci. Hamburg 2004.
- Fast letzte Erzählungen. Verbrecher, Berlin 2007, ISBN 978-3-935843-84-3.
- Mein Freund Klaus. Berlin 2007.
- Richtlinie. Verbrecher, Berlin 2009, ISBN 978-3-940426-44-4 (mit Wolfgang Neumann).
- Fast letzte Erzählungen 2. Verbrecher, Berlin 2009, ISBN 978-3-940426-26-0.
- Fast letzte Erzählungen 3. Verbrecher, Berlin 2010, ISBN 978-3-940426-49-9.
- Fast letzte Erzählungen 4. Verbrecher, Berlin 2010, ISBN 978-3-940426-54-3.
- 49 VIPs Simultantexte. Bielefeld 2010 (mit Cordula Güdemann).
- Tief ausatmen. Verbrecher, Berlin 2012, ISBN 978-3-943167-02-3.
- Mein Freund Klaus. Überarbeitete Neuausgabe mit einem Nachwort von Dietmar Dath. Verbrecher, Berlin 2014, ISBN 978-3-943167-46-7.

## Als Herausgeber
- Der Landgraf zu Camprodon, Wangen 1966 (mit Gerald Bisinger)
- Dichter Europas erzählen Kindern, Köln 1972 (mit Gertraud Middelhauve)

## Übersetzungen
- Franca Rame: Ein improvisiertes Leben, (Una vita all’improvvisa). Berlin 2010.
- Nanni Balestrini: Tristano. Frankfurt am Main 2009.
- Nanni Balestrini: Wir wollen alles. München 1972
- Luciano Canfora: Ach, Aristoteles! Hamburg 2000
- Geraldina Colotti: Aus Zufall erschlug ich die Langeweile und sie verurteilten mich daran zu sterben. Mannheim 2003
- Giuseppe Fava: Bevor sie Euch töten. Freiburg 1992
- Giuseppe Fava: Ehrenwerte Leute. Freiburg 1990
- Dario Fo: Anstreicher sind vergeßlich. Frankfurt am Main 1990
- Dario Fo: Bezahlt wird nicht! Berlin 1977
- Dario Fo: Der Dieb, der nicht zu Schaden kam. Frankfurt/Main 1983 (1984 verfilmt)
- Dario Fo: Diebe, Damen, Marionetten. Frankfurt am Main 1987
- Dario Fo: Er hatte zwei Pistolen und seine Augen waren schwarz und weiß. Berlin 1987
- Dario Fo: Erzengel flippern nicht. Frankfurt am Main 1990
- Dario Fo: Einer für alle, alle für einen. Frankfurt am Main 1977
- Dario Fo: Hilfe, das Volk kommt! Frankfurt am Main 1994
- Dario Fo: Hohn der Angst. Berlin 1981
- Dario Fo: Isabella, drei Karavellen und ein Possenreißer. Frankfurt am Main 1979
- Dario Fo: Johan vom Po entdeckt Amerika. Frankfurt am Main 1992
- Dario Fo: Kleines Handbuch des Schauspielers. Frankfurt am Main 1989
- Dario Fo: Mamma hat den besten Shit. Berlin 1989
- Dario Fo: Meine ersten sieben Jahre und ein paar dazu. Köln 2004
- Dario Fo: Obszöne Fabeln, (Mistero buffo). Berlin 1984
- Dario Fo: Die Oper vom großen Hohngelächter. Frankfurt am Main 1984
- Dario Fo: Ruhe! Wir stürzen ab. Berlin 1992
- Dario Fo: Wer einen Fuß stiehlt, hat Glück in der Liebe. Frankfurt am Main 1985
- Dario Fo: Zufällig eine Frau. Frankfurt am Main 1985 (mit Renate Chotjewitz)
- Dario Fo: Zufälliger Tod eines Anarchisten. Frankfurt am Main 1978
- Franca Magnani: Eine italienische Familie. Köln 1990
- Ich, Donald Duck. (Zwei Bände; zusammen mit Renate Chotjewitz). Melzer, Darmstadt 1974
- Sante Notarnicola: Die Bankräuber aus der Barriera. München 1974
- Leonardo Sciascia: Die Affäre Moro. Königstein/Ts. 1979
- Leonardo Sciascia: Man schläft bei offenen Türen. München 1991
- Leonardo Sciascia: 1912 + 1. München 1991
- Leonardo Sciascia: Der Ritter und der Tod. Ein einfacher Fall. Wien 1990
- Corrado Stajano: Der Staatsfeind. Berlin 1976

## Hörspiele (Auswahl)
Original-Hörspiele
- 1968: Die Falle oder Die Studenten sind nicht an allem schuld, Regie: Richard Hey, SDR/SR/WDR.
- 1968: Zwei Sterne im Pulver, Regie: Raoul Wolfgang Schnell, SR/HR/SWF/SDR.
- 1969: Der Ghoul von der Via del'Oca, Regie: Heinz von Cramer, WDR.
- 1969: Supermenschen in Paranoia, Regie: Raoul Wolfgang Schnell, SDR/BR/NDR.
- 1970: Der Tod der Minjotta, Regie: Raoul Wolfgang Schnell, WDR.
- 1970: Die vier Johannen, Regie: der Autor, SDR/BR.
- 1971: Die Rückkehr des Hausherren, Regie: Otto Düben, HR.
- 1972: Das Rätselhafte an Herrn Siegwart, Regie: Heinz von Cramer, WDR.
- 1974: Vor Gustchen sein Haus, Regie: der Autor, WDR.
- 1975: Die Wut über den verlorenen Groschen, Regie: Klaus Mehrländer, SDR/HR.
- 1976: Phantom-Bild oder Unerwarteter Auftritt des Dichters H. C. Artmann aus einer Kiste mit Büchern von H. C. Artmann, Regie: Heinz Hostnig, SDR.
- 1977: Jelka – Eine Familienserie (8 Teile), Regie: Bernd Lau, SWF.
- 1986: Bevor der Doktor kommt, Regie: Otto Düben, SDR.
- 1988: Die Wiedergutmachung, Regie: Bernd Lau, SDR.
- 1990: Ein Urlaub auf dem Lande, Regie: Bernd Lau, WDR.

## Film
- 1973: Peter O. Chotjewitz. Eine Produktion des Saarländischen Rundfunks/Fernsehen (15 Minuten). Buch und Regie: Klaus Peter Dencker